# Matt Harrigan
Matthew J. Harrigan, detto Matt (New York, 17 novembre 1969), è uno sceneggiatore, produttore televisivo e doppiatore statunitense.
È noto soprattutto per aver sceneggiato episodi del David Letterman Show di CBS, Space Ghost Coast to Coast di Cartoon Network e Adult Swim e per essere stato capo sceneggiatore di Celebrity Deathmatch di MTV e MTV2. Ha co-creato le serie animate Perfect Hair Forever e Assy McGee per Adult Swim.
Dal 2014 è il vicepresidente ai contenuti digitali di Adult Swim, supervisionando il sito ufficiale del blocco e le piattaforme digitali affiliate, insieme ai canali di streaming e programmi originali. Harrigan ha sede ad Atlanta, in Georgia, e riferisce a Michael Ouweleen, presidente di Adult Swim.

## Biografia
Matt Harrigan è nato a New York ed è cresciuto a Rye, nello Stato di New York. Dal 1987 ha frequentato il Rollins College di Winter Park, in Florida, e si è laureato con un Bachelor of Arts in inglese nel 1991. Un anno dopo ha iniziato a lavorare per la televisione.
Ha due figli di nome Sam e Molly. Al 2023 risiede a Brooklyn, New York.

### Carriera

#### Gli inizi
Harrigan ha iniziato la sua carriera televisiva nel 1992 dopo essere stato assunto come assistente allo sviluppo dalla HBO a New York. Qui rispondeva alle chiamate degli utenti, ha iniziato a esaminare la commedia nel suo percorso e ha lavorato ad alcuni episodi pilota e serie televisive. Nel 1994, Harrigan è stato assunto dalla Turner Broadcasting System di Atlanta, in Georgia, al fianco di Mike Lazzo e Keith Crofford, come assistente di produzione per la serie animata Space Ghost Coast to Coast, in Atlanta. A partire dall'anno dopo ha lavorato come sceneggiatore per la serie e nel 1998 n'è diventato anche produttore esecutivo. Tra il 1996 e il 1997 è diventato sceneggiatore per il David Letterman Show della CBS e KaBlam! di Nickelodeon. Inoltre ha lavorato per l'episodio pilota The Michael Moore Show della Fox. Dal 1997 al 1998 ha co-sceneggiato i quattro segmenti di Ultracity 6060 di Cartoon Sushi per MTV, assieme a Mike deSeve e Dave Hughes, per il quale ha prestato la voce in due di essi. Durante quest'ultimo anno è diventato capo sceneggiatore della serie animata Celebrity Deathmatch fino al 2002. Nel 2002 è diventato il produttore esecutivo di Harvey Birdman, Attorney at Law e ha prestato la voce originale di Major Shake in due episodi di Aqua Teen Hunger Force per Adult Swim.

### Dal 2003 al 2009
Nel 2003, Harrigan ha fondato la Williams Street West, sussidiaria di Williams Street, con la quale si è servito per sceneggiare l'ottava e la nona stagione di Space Ghost Coast to Coast, e ha co-sceneggiato il videogioco Celebrity Deathmatch. Nel 2004 ha co-sceneggiato lo special televisivo Adult Swim Brain Trust (anche noto come Anime Talk Show) insieme ai suoi colleghi e frequenti collaboratori Jim Fortier, Matt Maiellaro, Pete Smith, Matt Thompson e Dave Willis, oltre ad aver co-creato la serie animata Perfect Hair Forever con Lazzo e Maiellaro, per la quale ha prestato la voce al personaggio ricorrente Model Robot. Ha inoltre servito come produttore esecutivo di Tom Goes to the Mayor.
Nel 2005 ha collaborato con Maiellaro alla sceneggiatura dell'episodio pilota Hired di 12 oz. Mouse e ha prestato la voce originale del personaggio ricorrente Liquor durante il corso della serie. Harrigan ha lavorato inoltre come consulente creativo in tre episodi di Stroker & Hoop. Nel 2006 ha co-creato la serie animata Assy McGee con Carl W. Adams e ha co-prodotto il film per la televisione The Ruby in the Smoke. In quel periodo è diventato il direttore creativo di Adult Swim e successivamente il vicepresidente dei contenuti digitali della stessa rete.
A partire dal 2007 è stato produttore esecutivo delle serie televisive Tim and Eric Awesome Show, Great Job! e Fat Guy Stuck in Internet, produttore consulente per The Drinky Crow Show e ha doppiato personaggi secondari nel lungometraggio Aqua Teen Hunger Force Colon Movie Film for Theaters e in Tim and Eric Awesome Show, Great Job!. Nel 2008 ha lavorato come supervisore di produzione per la miniserie televisiva Young Person's Guide to History mentre nel 2009 è produttore esecutivo per l'episodio pilota Snake 'n' Bacon.

### Dal 2010 al 2019
Nel 2010, Harrigan e Dave Willis hanno creato l'episodio pilota Cheyenne Cinnamon and the Fantabulous Unicorn of Sugar Town Candy Fudge e ha servito come esecutivo in Check It Out! with Dr. Steve Brule. Insieme a Willis ha anche co-sceneggiato l'episodio Un rene nuovo in città della nona stagione de I Griffin nel 2011 e ha creato l'episodio pilota Duckworth per Adult Swim. Nel 2012 è produttore esecutivo di Eagleheart e l'anno dopo ha partecipato alla regia di My Big Redneck Vacation per CMT, oltre ad aver creato un altro episodio pilota per Adult Swim intitolato Sperm Boat.
Nel 2014 ha creato il FishCenter Live, talk show ospitato dallo stesso Harrigan insieme a Dave Bonawits, Andrew Choe e Max Simonet, tornando a lavorare inoltre sull'ultimo episodio di Perfect Hair Forever e producendo la serie televisiva Yoga Bro. Nel 2016 è l'esecutivo dell'episodio pilota di Scavengers e della serie televisiva Daytime Fighting League. Nel 2015 ha collaborato alla sceneggiatura di due episodi di Pickle and Peanut di Disney XD ed è diventato produttore esecutivo degli special annuali di On Cinema di Adult Swim. Dal 2017 ha collaborato alla sceneggiatura di un episodio di Top Wing di Nickelodeon ed è esecutivo per diverse serie televisive del reparto digitale di Adult Swim: Dear Jono, The Cry of Mann, Stupid Morning Bullshit, As Seen on Adult Swim e Williams Street Swap Shop.
Nel 2018 è esecutivo del cortometraggio May I Please Enter? mentre nel 2019 ha partecipato come ospite in The Perfect Women, facendo da esecutivo per diversi contenuti del reparto digitale: Jamir at Home, Booch Eats a Car, Scoundrels, Tim and Eric Qu?z Game, Scum, Whenever e Dialing for Dollars.

### Dal 2020
Nel novembre 2020, Ben O'Brien di Wham City ha rivelato che la fusione della società AT&T con Adult Swim ha comportato grandi tagli sul budget, oltre alla sospensione di tutti gli stream della rete e al licenziamento del cast del reparto digitale, incluso Harrigan. Nello stesso anno, Harrigan ha fatto da produttore esecutivo per lo special televisivo Opal e in seguito per lo special The Last Open Mic at the End of the World e la miniserie The Metanoid.
Nel 2021, Harrigan e il suo frequente collaboratore Dave Hughes hanno fondato lo studio creativo Tree People International. Nel 2023 Harrigan ha prodotto esecutivamente le webserie online Aquadonk Side Pieces e Alabama Jackson. A giugno 2023, Dave Willis ha affermato che durante la pandemia di COVID-19, lui, Matt Maiellaro e Harrigan hanno presentato ad Adult Swim la bozza di una sceneggiatura per un lungometraggio basato su Space Ghost Coast to Coast.

## Filmografia

### Attore

#### Televisione
- FishCenter Live – serie TV (2014-2020)
- The Perfect Women – serie TV (2019)

### Sceneggiatore
- Space Ghost Coast to Coast – serie animata, 18 episodi (1995-2004)
- David Letterman Show – serie TV, 146 episodi (1996-1997)
- KaBlam! – serie animata, 2 episodi (1997-1998)
- Cartoon Sushi – serie animata, 3 episodi (1997-1998)
- Celebrity Deathmatch – serie TV, 73 episodi (1998-2000)
- Celebrity Deathmatch – videogioco (2003)
- Anime Talk Show – speciale televisivo (2004)
- Perfect Hair Forever – serie animata, 9 episodi (2004-2014)
- 12 oz. Mouse – serie animata, 1 episodio (2005)
- Tim and Eric Awesome Show, Great Job! – serie TV, 1 episodio (2007)
- Assy McGee – serie animata, 19 episodi (2008)
- I Griffin – serie animata, episodio 9x8 (2011)
- Duckworth – corto televisivo (2011)
- Sperm Boat – corto televisivo (2013)

### Produttore esecutivo
- Space Ghost Coast to Coast – serie animata, 16 episodi (1998-2003)
- Tom Goes to the Mayor – serie animata, 31 episodi (2004-2006)
- Harvey Birdman, Attorney at Law – serie animata, 20 episodi (2004-2007)
- Assy McGee – serie animata, 20 episodi (2006-2008)
- Fat Guy Stuck in Internet – serie televisiva, 3 episodi (2007-2008)
- Snake 'n' Bacon – corto televisivo (2009)
- Tim and Eric Awesome Show, Great Job! – serie TV, 52 episodi (2007-2010, 2017)
- Check It Out! with Dr. Steve Brule – serie TV, 6 episodi (2010)
- Eagleheart – serie TV, 12 episodi (2012)
- Sperm Boat – corto televisivo (2013)
- Daytime Fighting League – serie TV (2016)
- Scavengers – corto televisivo (2016)
- Williams Street Swap Shop – serie TV (2017)
- As Seen on Adult Swim – serie TV (2017)
- Stupid Morning Bullshit – serie TV (2017)
- The Cry of Mann – miniserie TV (2017)
- Dear Jono – miniserie TV (2017)
- May I Please Enter? – corto televisivo (2018)
- Jamir at Home – miniserie TV (2019)
- Scoundrels – miniserie TV (2019)
- Tim and Eric Qu?z Game – serie TV (2019)
- Scum – miniserie TV (2019)
- Whenever – miniserie TV (2019)
- Booch Eats a Car – serie TV, 7 episodi (2020)
- Opal – corto televisivo (2020)
- The Last Open Mic at the End of the World, speciale televisivo (2021)
- The Metanoid – miniserie TV (2021)
- AquaDonk Side Pieces – serie animata, 10 episodi (2022)

### Produttore
- Space Ghost Coast to Coast – serie animata, 14 episodi (1995-1997)
- Il rubino di fumo – film TV (2006)
- Masterpiece Theatre – serie TV, episodio 37x4 (2006)
- Perfect Hair Forever – serie animata, 2 episodi (2014)
- Yoga Bro – serie TV (2014)

### Regista
- Duckworth – corto televisivo (2011)
- My Big Redneck Vacation – serie TV, 8 episodi (2013)
- Perfect Hair Forever – serie animata, 2 episodi (2014)

### Doppiatore
- Cartoon Sushi – serie animata, 2 episodi (1997-1998)
- Space Ghost Coast to Coast – serie animata, 3 episodi (1998)
- Aqua Teen Hunger Force – serie animata, 2 episodi (2002-2003)
- Anime Talk Show – speciale televisivo (2004)
- 12 oz. Mouse – serie animata, 15 episodi (2005-2006)
- Tim and Eric Awesome Show, Great Job! – serie televisiva, 1 episodio (2007)
- Aqua Teen Hunger Force Colon Movie Film for Theaters, regia di Matt Maiellaro e Dave Willis (2007)
- Perfect Hair Forever – serie animata, 6 episodi (2004-2005, 2014)

## Premi e riconoscimenti

### Primetime Emmy Awards
- 1997 - Nomination come miglior sceneggiatura per un programma varietà per David Letterman Show.[19]